# Слободской сельсовет (Столбцовский район)
Слободской сельсовет — упразднённая административно-территориальная единица на территории Столбцовского района Минской области Республики Беларусь.

## Состав
Слободской сельсовет включал 7 населённых пунктов:
- Колосово — посёлок.
- Новоколосово — посёлок.
- Боханы — деревня.
- Кучкуны — деревня.
- Отцеда — деревня.
- Слобода — деревня.
- Яблоновка — деревня.